# Vymírání v holocénu

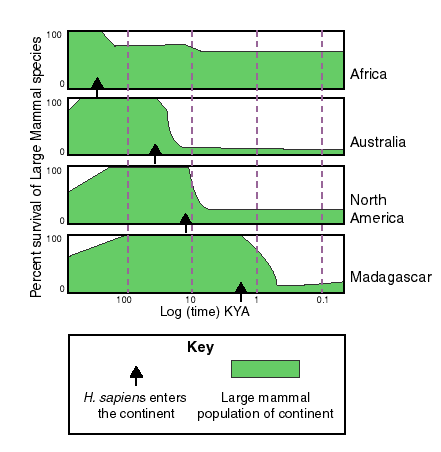
Graf znázorňující úbytek megafauny (velkých savců) po příchodu člověka (označeno šipkou) na jednotlivých kontinentech

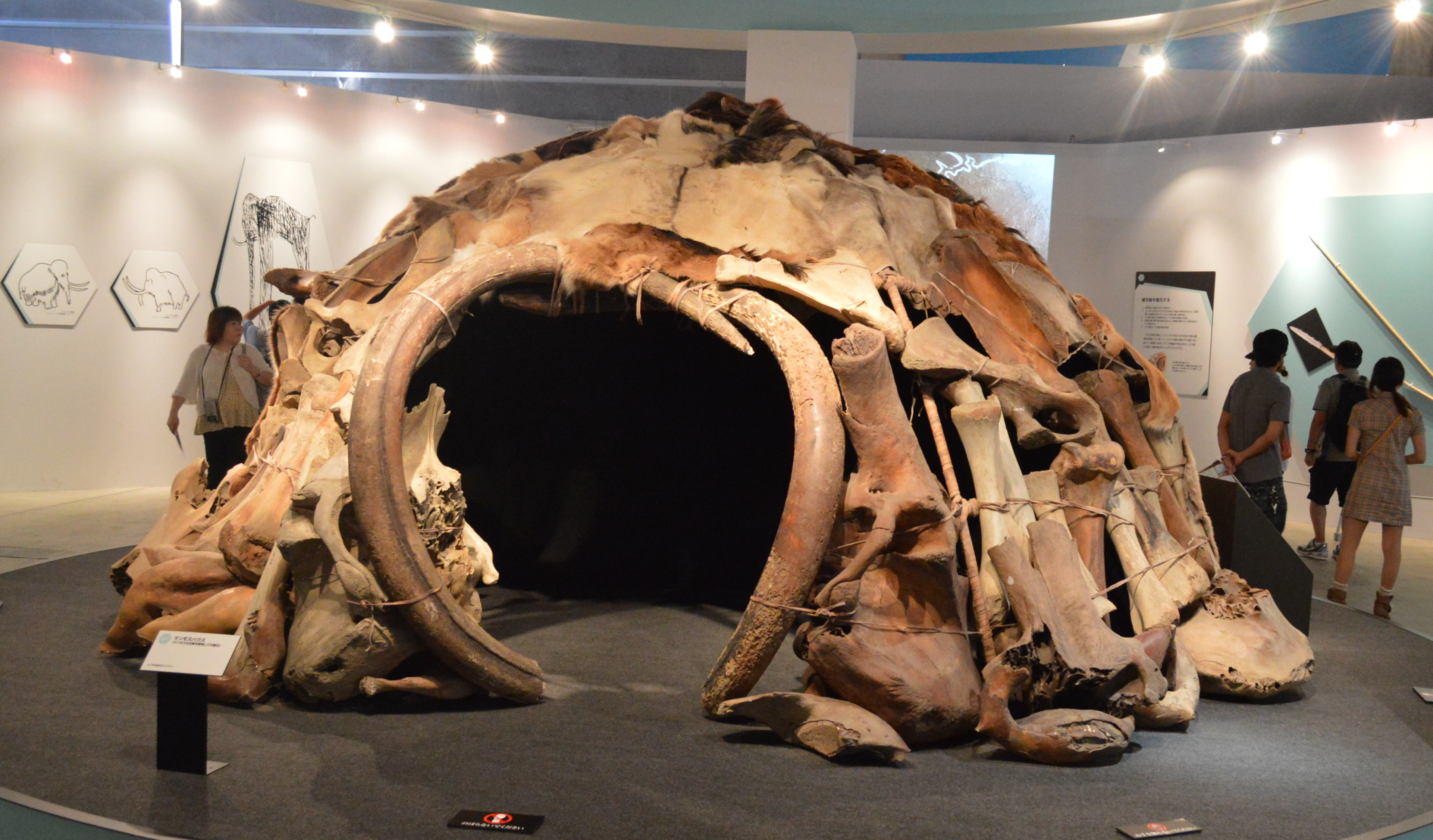
Rekonstrukce lidského obydlí postaveného z kostí a klů mamuta

Vymírání v holocénu, také označováno jako vymírání v antropocénu, nebo šesté hromadné vymírání, je teorie současného masového vymírání druhů organismů v nynější geologické epoše holocénu, které je nejspíše převážně výsledkem lidských aktivit. Zemědělství a lov mají 37% podíl, degradace prostředí 31% podíl, ztráta prostředí 13% podíl a klimatické změny pak 7% podíl na současném vymírání druhů.
Dle této teorie je probíhající nevídané tempo vymírání a ztráta přírodního habitatu v krizovém měřítku a lidské potřeby pro stále více potravin a energie jsou hlavními hnacími silami. Dle analýzy OSN tyto trendy lze zastavit, ale v každém aspektu lidské interakce s přírodou bude zapotřebí „transformativní změny“.

## Popis jevu
Recentní vymírání souvisí z širokou degradací habitatů a vysokou mírou ztráty biologické diverzity na Zemi. Velká část tohoto procesu není zatím zdokumentována, neboť často lidé ještě nezjistili, že druh vyhynul, nebo vůbec nedošlo k jeho objevu předtím, než vyhynul. Rychlost vymírání druhů dosahuje podle odhadů stokrát až tisíckrát vyšší míry než je přirozené.
Vymírání v holocénu zahrnuje vymizení velkých suchozemských zvířat (tzv. megafauna), které začalo jako vymírání v pleistocénu a pokračovalo koncem poslední doby ledové. Megafauna mimo africký kontinent se vyvinula bez přítomnosti lidí, což ji po následném příchodu lidských populací učinilo značně zranitelnou. V Africe bylo holocénské vymírání menší, zřejmě kvůli možnosti živočichů se na přítomnost lidí adaptovat, i když i zde k němu docházelo. Nejpopulárnější teorie tvrdí, že poměrně masivní lov mnoha druhů ze strany lidí přispěl k již existujícím tlakům a nakonec vedl k vyhynutí. Existuje debata, jak velký podíl na vyhynutí mají lidé a jaký klimatická změna na konci pleistocénu. Ačkoliv zatím chybějí zcela jednoznačné a prokazatelné důkazy, že vymírání megafauny koncem poslední doby ledové padá do určité míry či dokonce převážně na vrub člověka, vymírání živočichů na Novém Zélandu a na Havaji lze jednoznačně spojit s příchodem lidí.
Postupným vývojem, růstem populace a migrací se z člověka stal téměř všudypřítomný superpredátor, který je schopen ve velkém měřítku zabíjet i dospělé jedince ostatních vrcholových predátorů a ovlivňovat potravní řetězce na celé planetě. K vyhynutí živočišných i rostlinných druhů dochází jak na pevnině, tak v oceánech či na ostrovech. Vymírání se zrychlilo ve 20. století a pokračuje i ve 21. století, kdy se k nadměrnému lovu a odlesňování přidaly i takové faktory jako je přelidnění, globální oteplování, acidifikace oceánů, znečištění plasty, dezertifikace aj.
Podle zprávy WWF z roku 2018 došlo od roku 1970 k drastickému snížení populací všech obratlovců na planetě o 60 %. Bezprostřední nebezpečí vyhynutí hrozí slonům a nosorožcům, které vybíjejí pytláci. Populace afrických slonů stále klesá, protože se narodí méně slonů, než je každoročně zabito kvůli slonovině.
Studie z roku 2019 zahrnula do globálního vymírání i nejpočetnější skupinu živočichů - hmyz. Podle ní údajně mizí tempem 2,5 % ročně, což by při zachovalém trendu znamenalo do 100 let (teoreticky) úplné vyhynutí hmyzu a naprostý kolaps většiny suchozemských ekosystémů, jež jsou na hmyzu závislé. Na vině je ztráta stanovišť, široké využívání pesticidů a globální oteplování. Vlastní studie ovšem mluví o tom, že mizí 2,5 % biomasy hmyzu ročně, 1 % druhů hmyzu ročně (2,5 % druhů obratlovců ročně) a že „pokles může vést k vymření 40 % druhů hmyzu na světě v následujících dekádách“, ale nijak nezmiňuje případnost úplného vyhynutí hmyzu.
Dle tvrzení autorů studie uvedené v časopise Science Advances založené na globálních statistikách by hlavní příčinu vyhynutí 96 % savců v posledních 126 tisících letech, tedy ve svrchním pleistocénu i holocénu, mohl vysvětlit dopad činností člověka. Tato studie je nicméně v rozporu s názory některých vědců, kteří za hlavní příčinu vymírání v pleistocénu označují klimatické změny.[zdroj?]

## Příčiny
Jedna z hlavních příčin šestého vymírání je vliv aktivit člověka na životní prostředí:
- Zemědělství, monokultura
- Ztráta habitatů a destrukce ekosystémů
- Deforestace
- Nadměrný lov
- Nadměrný rybolov
- Znečištění
- Zástavba vytvořeným prostředím

## Následky
Rozšíření lidské populace na Zemi má několik následků, jenž způsobuje vymírání druhů:
- Defaunace
- Dezertifikace
- Klimatická změna
- Okyselování oceánů
- Ztráta biodiverzity